# Turkey in the straw

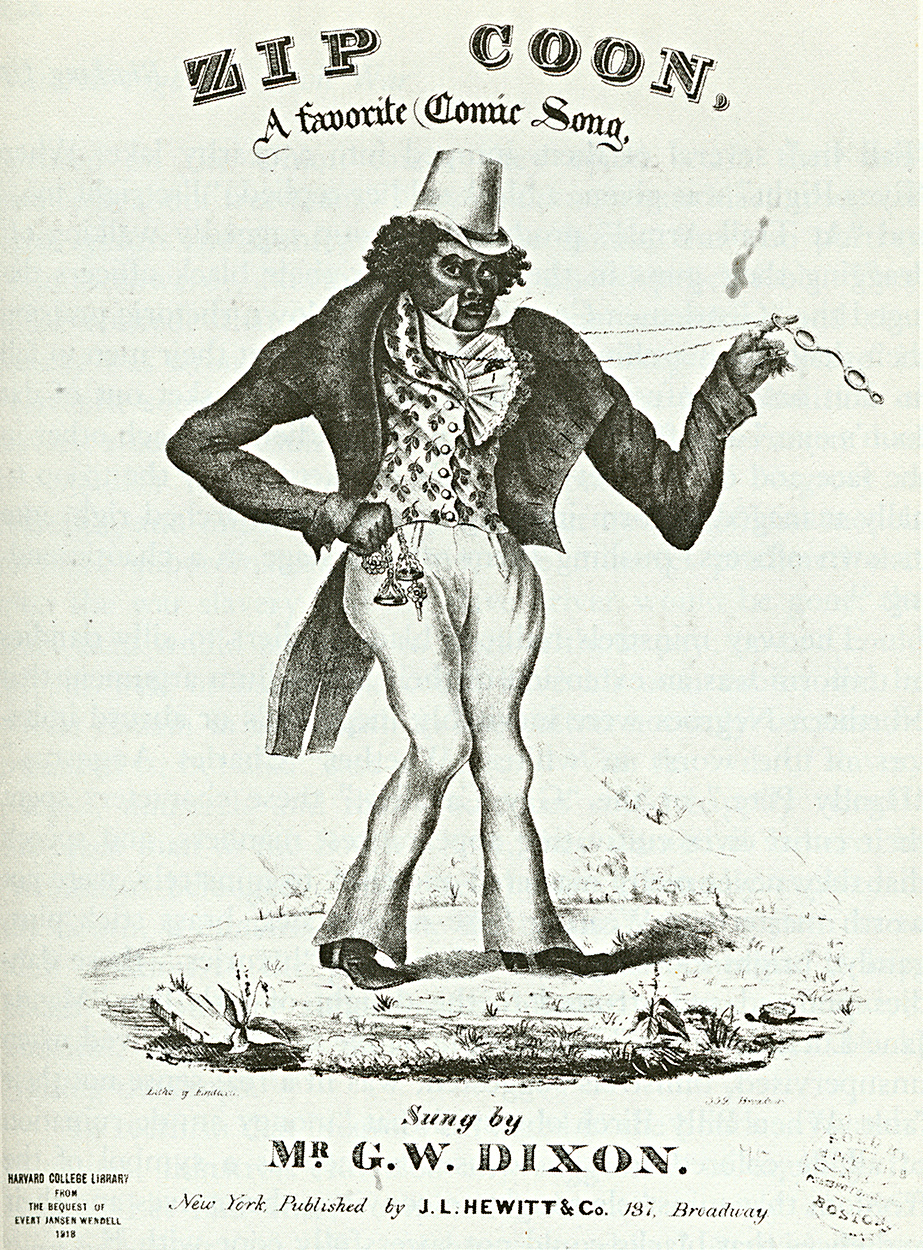
Capa do álbum de partitura de "Zip Coon", década de 1830.

"Turkey in the straw" (em português: Peru na palha) é uma popular canção folclórica dos Estados Unidos. Originou-se nas áreas rurais do país no início do século XIX, provavelmente entre as décadas de 1820 e 1830. Outra canção da mesma época denominada "Zip Coon" é cantada com a mesma melodia. Essa versão foi publicada pela primeira vez entre 1829 e 1834 perto de Nova Iorque ou Baltimore. Embora artistas da época como George Washington Dixon, Bob Farrell e George Nichols já tenham se posicionado como legítimos compositores da música, sua autoria é incerta. Um compositor estadunidense de Ohio, conhecido como Dan Emmett, é às vezes erroneamente creditado como o autor da canção.

## Letra
"Zip Coon" tem um alcance vocal de uma oitava e uma sexta menor e um intervalo de meio passo mais largo que The Star-Spangled Banner, geralmente considerados difíceis para iniciantes. Tanto o verso como o refrão acabam com uma aguda tonicidade. No verso, a nota mais alta é a quinta acima da tônica e a mais baixa é a menor sexta abaixo da tônica. No refrão, a nota mais alta é a oitava acima da última nota, e a mais baixa é a última nota em si. É uma melodia cativante e a letra, que em geral acompanha a música inteira, possui variadas versões. A primeira letra conhecida, intitulada "Zip Coon", foi escrita por Dan Bryant, diretor de "Bryant's Minstrels", e publicada em 1861. Em versões posteriores, as palavras "turkey in the straw" foram acrescentadas no final. O refrão publicado pela primeira vez por Dan Bryant é:
Turkey in de straw, turkey in de hay
Turkey in de straw, turkey in de hay
Roll 'em up an' twist 'em up a high tuc-ka-haw
An' twist 'em up a tune called Turkey in the Straw
Uma versão tradicional tem um refrão com essa letra:
Turkey in the hay, in the hay, in the hay.
Turkey in the straw, in the straw, in the straw,
Pick up your fiddle and rosin your bow,
And put on a tune called Turkey in the Straw.
Ainda há outra letra que diz:
Turkey in the straw — Haw haw haw
Turkey in the hay — Hey hey hey
The Reubens [farm people] are dancing to Turkey in the Straw
Hey highdy heydy, and a haw haw haw
Há também muitas outras letras. Existem versões publicadas durante a Guerra Civil Americana, versões de pescadores e até versões nonsense. Folcloristas documentaram versões do século XIX com letras obscenas.
Há também outra versão chamada de "Natchez Under the Hill". Acredita-se que as letras foram elaboradas para uma melodia mais antiga, composta por Bob Farrell, que executou tal melodia pela primeira vez em 11 de agosto de 1834.
Há outra que diz:
Turkey in the straw, turkey in the hay,
Turkey in the straw what do you say.
Funnest thing I ever saw.
It's a little tune called Turkey in the Straw.

## Usos contemporâneos
A melodia de "Turkey in the Straw", hoje, é popular nos Estados Unidos entre os violinistas de rua e caminhões de sorvete. É uma das canções que podem ser tocadas no videogame Wii Music.
Como a melodia é de domínio público desde o lançamento dos primeiros filmes sonoros, pode ser ouvida em vários filmes e músicas infantis. Em desenhos animados, a música é usada em cenas que descrevem a vida rural. Um dos primeiros e mais antigos usos da melodia na mídia foi em Steamboat Willie (1928), protagonizado por Mickey Mouse. Nesse mesmo episódio, um pouco antes, ocorre a famosa cena de Mickey dirigindo o navio e assobiando; a melodia também é tocada em vários outros episódios posteriores. Uma canção infantil estadunidense denominada "Do Your Ears Hang Low?" utiliza a melodia de "Turkey in the straw".